# هرم خمیده

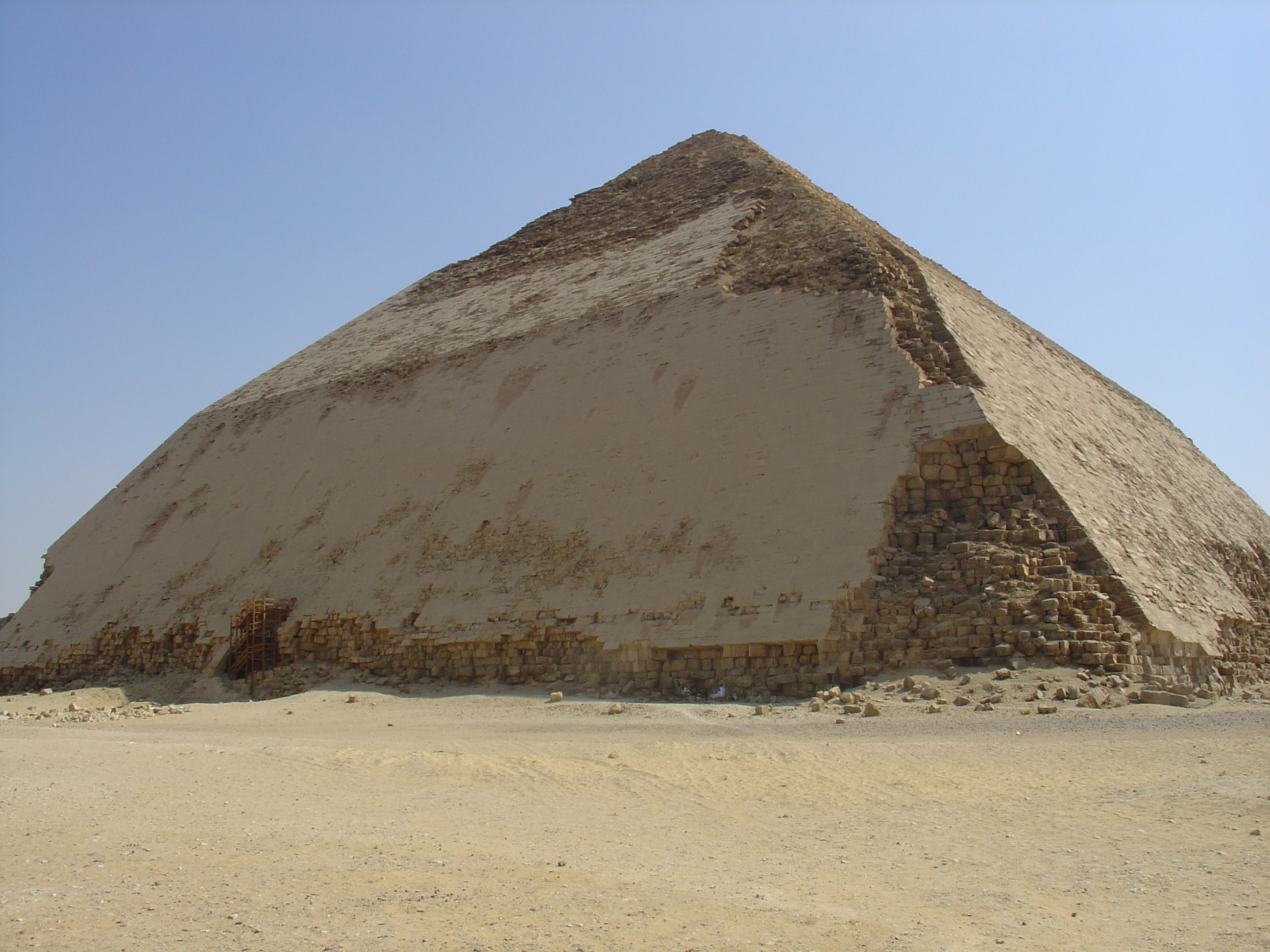
تصویر هرم از پهلو

هرم خمیده یا هرم سنفرو سازه‌ای از مصر باستان است که در گورستان پادشاهی در دهشور - در ۴۰ کیلومتری جنوب قاهره - واقع شده. این هرم در دوران فرمانروایی سنفرو در دودمان چهارم از پادشاهی کهن (۲۶۰۰ پ. م.) ساخته شد. این دومین هرمی است که سنفرو ساخته و یکی از نخستین نمونه‌های پیشرفت در هنر هرم‌سازی در مصر باستان را به نمایش می‌گذارد.
این هرم به آن دلیل «خمیده» خوانده می‌شود که بخش زیرین و پایینی آن با زاویه‌ای °۵۴ رو به بالا می‌رود اما در میانه راه این زاویه ۱۱ درجه کم می‌شود و به °۴۳ می‌رسد.

## نگارخانه

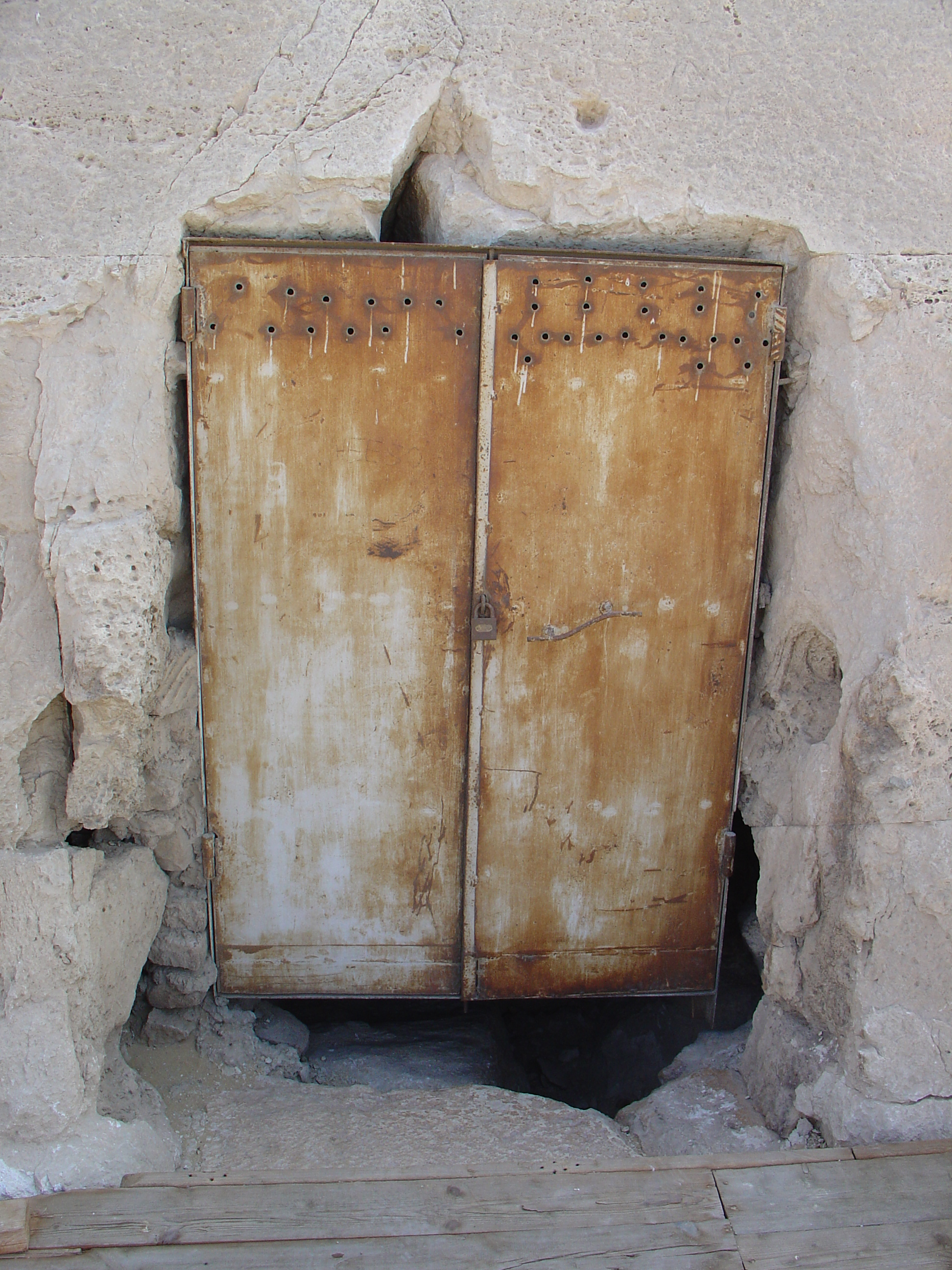
ورودی هرم
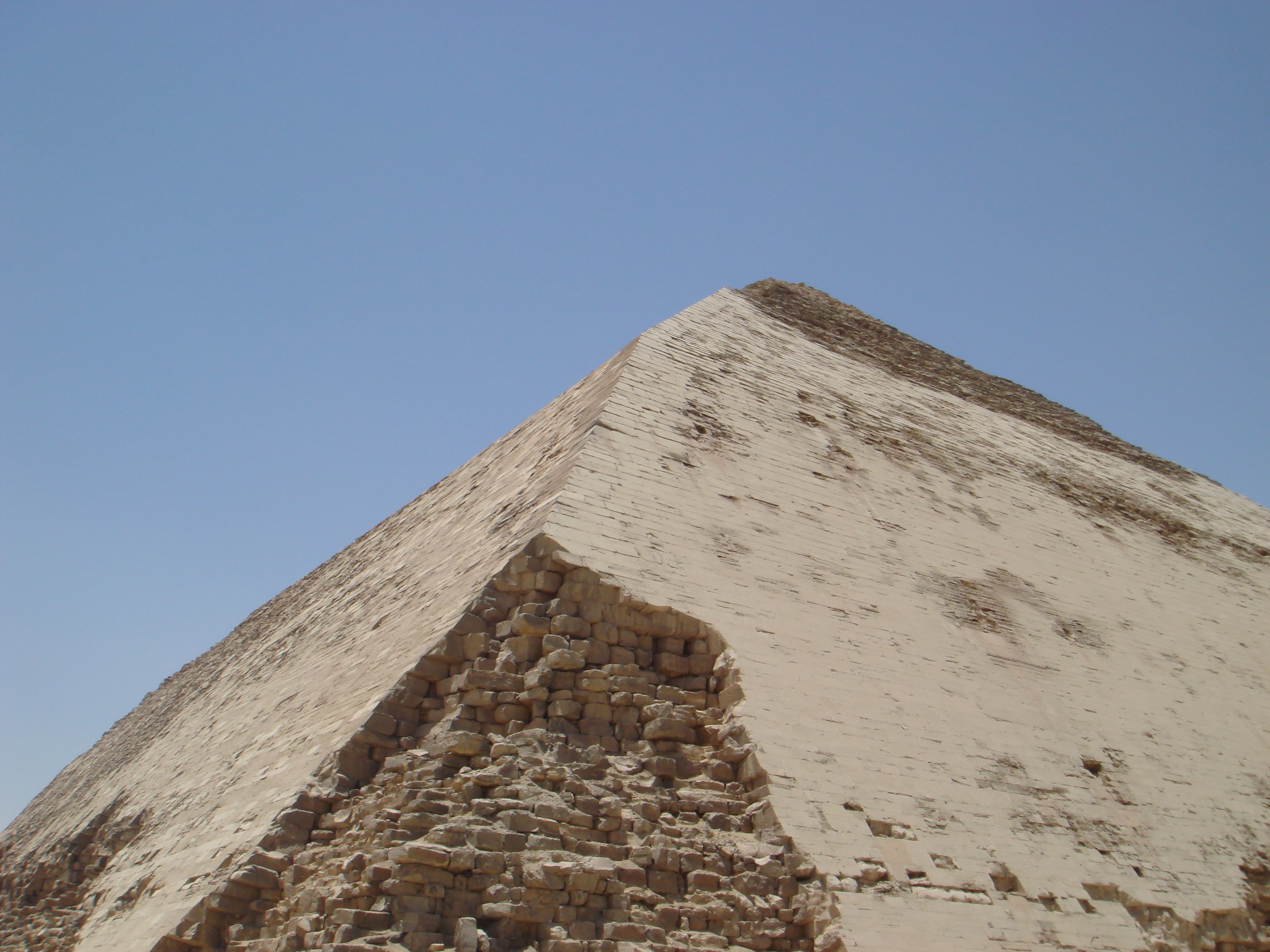
خمیدگی ۱۱ درجه در نیمه هرم
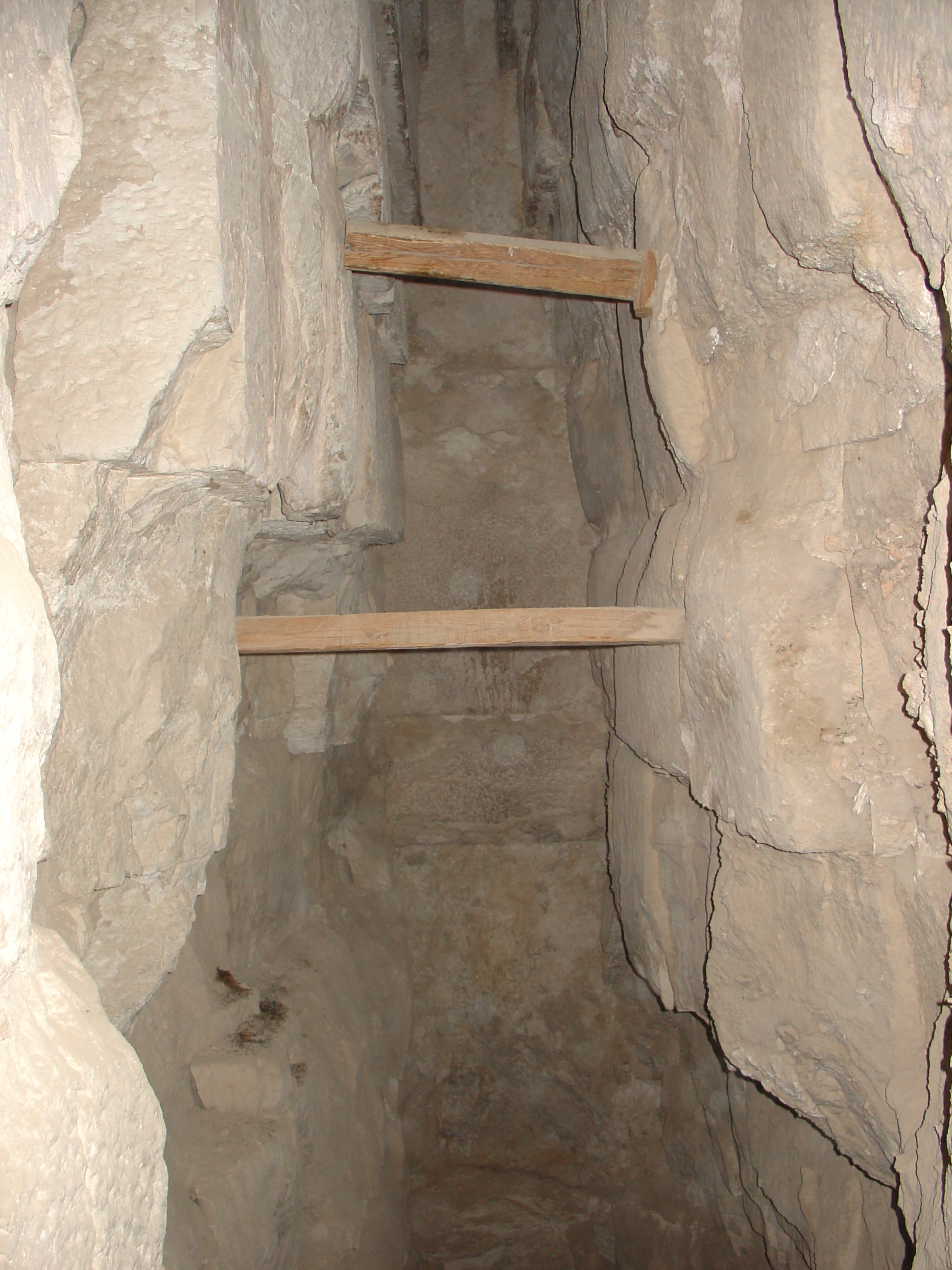
پلکان‌های درون هرم
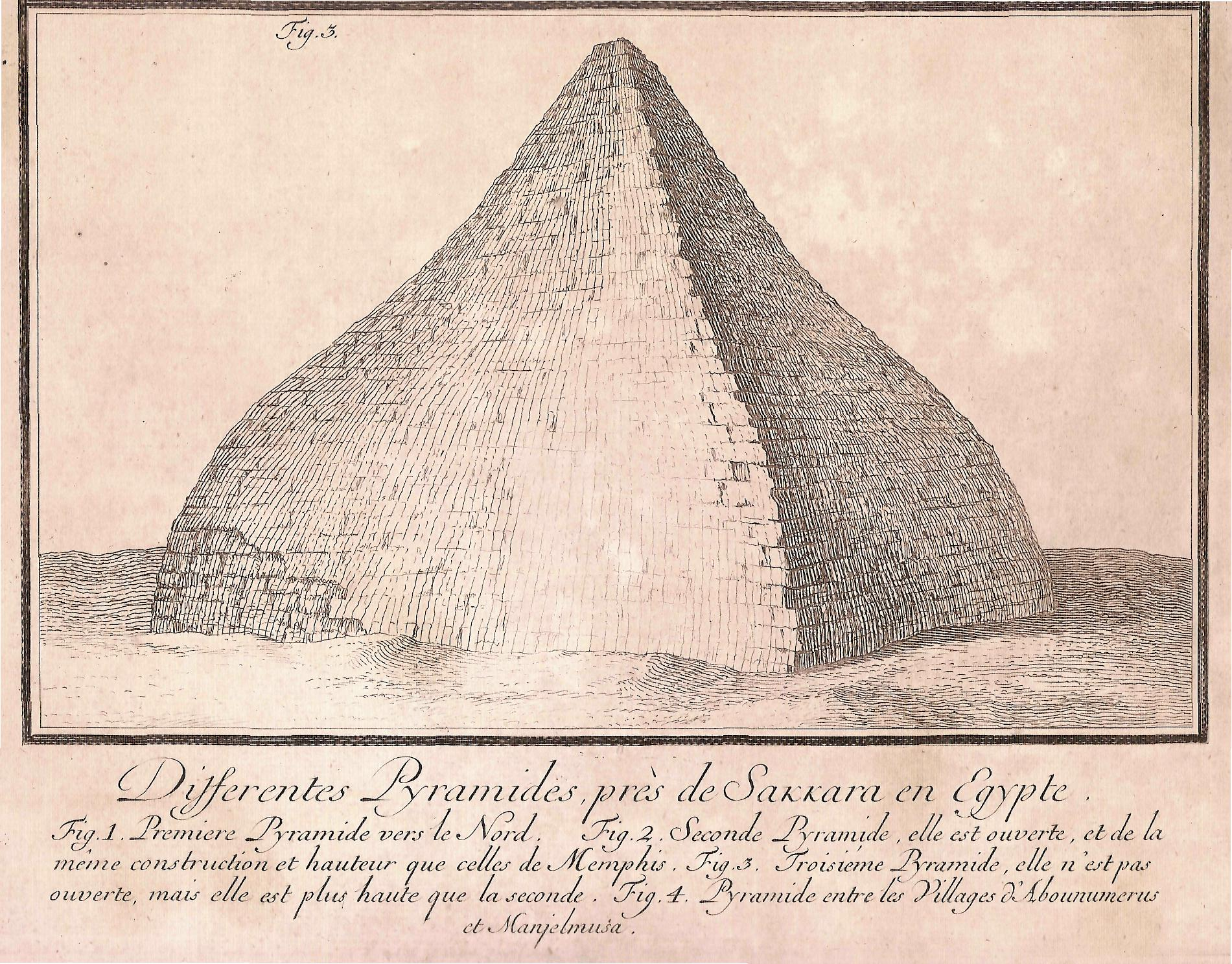
هرم خمیده، اثری از فردریک لویی نوردن، سده ۱۸ام